# Agrilus cuprescens cuprescens
Agrilus cuprescens cuprescens é uma subespécie de insetos coleópteros polífagos pertencente à família Buprestidae.
A autoridade científica da subespécie é Ménétriés, tendo sido descrita no ano de 1832.
Trata-se de uma subespécie presente no território português.